# Grande-Bretagne aux Jeux mondiaux de 2017
La Grande-Bretagne et Irlande du Nord, usuellement abrégé en « Grande-Bretagne », est le nom utilisé par le Royaume-Uni aux Jeux mondiaux.
Cet article contient des informations sur la participation et les résultats de la Grande-Bretagne aux Jeux mondiaux de 2017 à Wrocław en Pologne.

## Médailles

### Or
| Sport                   | Discipline       | Sportifs |
| Médaille d'or : 3       |                  | |
| Billard                 | Hommes - Snooker | Kyren Wilson |
| Gymnastique acrobatique | Hommes - Groupe  | Royaume-Uni- Conor Sawenko - Charlie Tate - Adam Upcott - Lewis Watts |
| Tir à la corde          | Hommes 640 kg    | Royaume-Uni- David Callcutt - Martin Collins - Ian Daniels - Wayne Evans - David Field - David Hammersley - Edward Holland - Ian Murphy - James Murphy - Steven Prime - Edward Shannon - Adrian Webb - Jhon Webb |

### Argent
| Sport                                    | Discipline                       | Sportifs           |
| Médaille d'argent : 4 (+2 démonstration) |                                  |                    |
| Billard                                  | Hommes - Snooker                 | Ali Carter         |
| Billard                                  | Hommes - Billard américain       | Jayson Shaw (en)   |
| Karaté                                   | Hommes - Kumite -67 kg           | Jordan Thomas      |
| Tir à l'arc                              | Femmes - Arc classique           | Naomi Folkard (en) |
| Aviron indoor (dem.)                     | Femmes - 2000 m - Poids légers   | Justine Reston     |
| Aviron indoor (dem.)                     | Hommes - 500 m - Toute catégorie | Phil Clapp         |

### Bronze
| Sport                   | Discipline        | Sportifs |
| Médaille de bronze : 4  |                   | |
| Gymnastique acrobatique | Femmes - Groupe   | Royaume-Uni- Isabel Haigh - Emily Hancock - Ilisha Boardman |
| Gymnastique acrobatique | Mixte - Duo       | Kathryn Williams Lewis Walker |
| Tir à la corde          | Hommes 700 kg     | Royaume-Uni - David Bowyer - James Dewsberry - Leonard Jarram - Tim Lee - William Lee - Ian Murphy - James Murphy - Steven Prime - Justin Sheppard - Ian Robinson - Lee Robinson - Jhon Webb - Aidan Wheeler |
| Trampoline              | Femmes - Tumbling | Lucie Colebeck |